# Lepanthes sillarensis
Lepanthes sillarensis är en orkidéart som beskrevs av Rudolf Schlechter. Lepanthes sillarensis ingår i släktet Lepanthes och familjen orkidéer.
Artens utbredningsområde är Bolivia. Inga underarter finns listade i Catalogue of Life.